# 아파치 CXF
아파치 CXF(Apache CXF)는 오픈 소스의 완전한 기능을 갖춘 웹 서비스 프레임워크이다. 2개의 오픈 소스 프로젝트의 결합으로 탄생하였다: 셀틱스(IONA 테크놀로지스가 개발), XFire(Codehaus의 팀이 개발) 이 두 프로젝트는 아파치 소프트웨어 재단에서 함께 일하는 사람들에 의해 결합되었으며 새로운 이름 CXF는 "Celtix"와 "Xfire"의 합성어이다.